# Ивашковичи (деревня, Гомельская область)
Ивашковичи (бел. Івашкавічы) — деревня в Копаткевичском сельсовете Петриковского района Гомельской области Беларуси.

## География
Деревня расположена на реке Птичь (приток реки Припять) в 30 км к северо-востоку от Петрикова, 13 км от железнодорожной станции Птичь (на линии Лунинец — Калинковичи), 150 км от Гомеля.
На юге и западе мелиоративные каналы.

## Транспортная сеть
Транспортные связи по просёлочной, затем по автомобильной дороге Копаткевичи — Птичь.

## История
По письменным источникам известна с XVIII века как деревня в Мозырском повете Минского воеводства Великого княжества Литовского. После 2-го раздела Речи Посполитой (1793) в составе Российской империи. По ревизским материалам 1816 года в составе поместья Копаткевичи, во владении помещика П. Г. Еленского. Обозначена на карте 1866 года, которая использовалась Западной мелиоративной экспедицией, работавшей в этих местах в 1890-е годы. В 1879 году селение в Копаткевичском церковном приходе. Согласно переписи 1897 года действовали часовня, хлебозапасный магазин, ветряная мельница, трактир, в Копаткевичской волости Мозырского уезда Минской губернии. Действовала паромная переправа через реку Птичь. В 1912 году открыта школа, которая размещалась в наёмном крестьянском доме, а в 1918 году для неё выделено национализированное здание.
В 1930 году организован колхоз. Во время Великой Отечественной войны 131 житель погиб на фронте. Согласно переписи 1959 года в составе совхоза «Копаткевичи» (центр — городской посёлок Копаткевичи). Действуют отделение связи, клуб, библиотека, фельдшерско-акушерский пункт.

## Население
- 1795 год — 11 дворов.
- 1816 год — 329 жителей.
- 1834 год — 68 дворов.
- 1897 год — 112 дворов, 662 жителя (согласно переписи).
- 1908 год — 160 дворов, 844 жителя.
- 1921 год — в деревне и на соседних хуторах 180 дворов, 927 жителей.
- 1925 год — 197 дворов.
- 1959 год — 746 жителей (согласно переписи).
- 2004 год — 89 хозяйств, 150 жителей.